# Panorama
Panorama (iz grč. πᾶν: sve + ὅραμα: pogled) podrazumijeva širok vidik odnosno sveobuhvatan pogled na okolicu. Postoje slikarske i fotografske tehnike panorame. Panoramska fotografija prikazuje područje veće od onog što stane na fotografiju snimljenu objektivom srednje žarišne duljine, stoga se za istu koriste super-široki objektivi ili se nekoliko fotografija spaja u jednu kojoj je širina višestruko veća nego visina.

## Poveznice
- Fotografija
- Likovni motivi